# Земљотрес у Ашхабаду 1948.
Земљотрес у Ашхабаду 1948. године десио се 6. октобра са магнитудом површинског таласа од 7,3 и максималним Меркалијевим интензитетом од Кс (екстремни), у Туркменистану у близини Ашхабада. Због цензуре од стране совјетске владе, овај догађај није био широко извештаван у совјетским медијима. Историчари се обично слажу да забрана извештавања о размерама жртава и штете није дозволила совјетској влади да издвоји довољно финансијских средстава за адекватан одговор. Био је то најјачи земљотрес забележен у Туркменистану.

## Детаљи
Земљотрес у Ашхабаду догодио се 6. октобра 1948. у 01.12 часова. Епицентар земљотреса био је у близини малог села Гара-Гаудан, 25 километара југозападно од Ашхабада. Земљотрес је изазвао велику штету у Ашхабаду и оближњим селима, где су се срушиле скоро све циглене зграде, тешко оштећене бетонске конструкције, а теретни возови су искочили из шина. Било је штете и жртава у Дарех Газу, Иран. Северозападно и југоисточно од Ашхабада примећено је пуцање површине. Медијски извори варирају у погледу броја жртава, од 10.000 до 110.000, што је скоро 10% становништва Туркменске ССР у то време.
Према сећањима преживелих, инфраструктура града је тешко оштећена, осим водоводних цеви. Телефонска и телеграфска служба је прекинута. Слетна трака градског аеродрома је напукла.
Дмитриј Наливкин, совјетски геолог који је био присутан, завршио је у згради Централног комитета Комунистичке партије Туркменистана, где је, као што је било уобичајено у то време, одржан ноћни састанак посвећен проблемима Кара-Богаз Гола, описао је касније:
Када сам дошао себи, схватио сам да и даље стојим на отвореном прозору и држим се за оквир, а ван прозора је нешто невероватно, немогуће. Уместо мрачне прозирне звездане ноћи, преда мном је био непробојни млечно-бели зид, а иза њега страшни јецаји, врисци, вапаји у помоћ. За неколико секунди разорен је цео стари град од глине, ћерпича, а на месту кућа у ваздух се подигао страшни бели вео прашине који је све сакрио.
Убрзо након земљотреса у једној од војних јединица која се налази на западној периферији Ашхабада, радио-оператер је успео да укључи расвету за хитне случајеве. Успоставио је радио контакт, који је скоро одмах прекинут, и успео да емитује поруку о земљотресу. Овај радиограм је примио Ташкент.
Вест о катастрофи успела је да се пренесе у етар преко радио станице која се налази на аеродрому и рањеног летачког механичара Московљанина Јурија Дроздова, који је у мраку стигао до путничког авиона Иљушин Ил-12. Овај сигнал су примили сигналисти аеродрома Свердловск.
Два сата после земљотреса, у Ташкенту, командант Туркестанског војног округа, армијски генерал Иван Јефимович Петров сазнао је за трагедију у Ашхабаду. Ноћу је у Москву послао главнокомандујућег копнених снага, маршала Ивана Коњева, поруку у којој је писало следеће:
У ноћи између 5. и 6. октобра у Ашхабаду се догодио снажан земљотрес. Нема везе са Ашхабадом. Према фрагментарним подацима, има тешких разарања и жртава. У 9.30 по локалном времену, полетећу на лице места. Ја ћу вам дати детаље.
Ујутру је Централни комитет Комунистичке партије Туркменистана створио републичку комисију. У ову комисију укључен је и генерал Петров који је у међувремену стигао у Ашхабад, који је одмах позвао војне јединице из суседних гарнизона. Четири дивизије су пребачене у град да се баве последицама земљотреса. Градом су почели да возе први камиони са хлебом војних пекара. Струја је обновљена шест дана након земљотреса. Железничка станица је почела са радом трећег дана. Пошто је већина моторних возила била ускладиштена или под ведрим небом или у гаражама од лаке шперплоче, већина камиона и путничких аутомобила била је неоштећена и показала се критичном за испоруку лекова и санитетског материјала из уништеног фармацеутског складишта. Све болнице су уништене, па је лечење на општинском парастору „под дрвећем“.
У овом је земљотресу погинула и мајка будућег туркменског председника Сапармурата Нијазова, Гурбансолтан Еје (његов отац Атамират Нијазов је погинуо током Другог светског рата) и остатак његове породице, остављајући га сирочетом. Помоћ жртвама, као и обнављање основних потреба и инфраструктуре, пружила је Совјетска армија.